# APL (linguagem de programação)
APL é uma linguagem de programação destinada a operações matemáticas.
Ela nasceu do trabalho do professor de matemática canadense Kenneth Iverson. A linguagem APL foi formalmente definida e introduzida por Iverson em seu livro A Programming Language, de 1962. Sua proposta original era a de produzir uma nova notação matemática, menos sujeita às ambiguidades da notação convencional. Segundo Iverson, foi projetada com o objetivo de ser matematicamente concisa, simples, precisa e executável.
Na década de 1960, trabalhando na IBM em conjunto com Adin Falkoff, ambos produziram a primeira versão de APL, de 1966, quando um interpretador da linguagem ficou disponível.
APL tem diversos dialetos, mas há uma versão internacional padronizada pela ISO/IEC 13751:2001. Outra referência importante é APL2 Programming: Language Reference, da IBM.

## O Conjunto de Caracteres APL
Uma das principais características de APL é o uso de um conjunto especial de caracteres que incluem algumas letras gregas (⍴ − rho, ⍳ − iota…), símbolos matemáticos convencionais (o sinal × de vezes, o ÷ de dividido…) e alguns símbolos especialmente inventados (como ⍋ e ⍟). Este fato sempre limitou a disseminação da linguagem. Até o advento das interfaces gráficas (Windows, por exemplo), exigia-se um hardware especial para programar em APL.
A linguagem APL recebeu muitas críticas pelo fato de usar este conjunto de caracteres não padronizado. Tal número de caracteres adicionais pode levar a um grau de complexidade alto resultando em uma baixa legibilidade. Por outro lado, o conjunto adicional de caracteres dá a linguagem uma elegância e a tornam concisa, o que é mais difícil de se conseguir em linguagens com um conjunto de caracteres reduzido.
A dificuldade criada pelos caracteres especiais de APL foi um dos motivos para que, ao conceber a linguagem J no início dos anos 1990, Kenneth E. Iverson (criador de APL), decidisse nela usar apenas caracteres convencionais ASCII.
Este (abaixo) é um subconjunto da lista de caracteres APL usados pelo interpretador GNU APL, gerado pelo comando ,¨7 32⍴32↓⎕AV .
```
 
␠
 
!
 
"
 
♯
 
$
 
%
 
&
 
'
 
(
 
)
 
*
 
+
 
,
 
-
 
.
 
/
 
0
 
1
 
2
 
3
 
4
 
5
 
6
 
7
 
8
 
9
 
:
 
;
 
<
 
=
 
>
 
?

 
@
 
A
 
B
 
C
 
D
 
E
 
F
 
G
 
H
 
I
 
J
 
K
 
L
 
M
 
N
 
O
 
P
 
Q
 
R
 
S
 
T
 
U
 
V
 
W
 
X
 
Y
 
Z
 
[
 
\
 
]
 
^
 
_

 
`
 
a
 
b
 
c
 
d
 
e
 
f
 
g
 
h
 
i
 
j
 
k
 
l
 
m
 
n
 
o
 
p
 
q
 
r
 
s
 
t
 
u
 
v
 
w
 
x
 
y
 
z
 
{
 
|
 
}
 
~
 
␡

 
¥
 
€
 
⇄
 
∧
 
∼
 
≬
 
⋆
 
⋸
 
⌸
 
⌺
 
⌼
 
μ
 
⍁
 
¡
 
⍣
 
⍅
 
⎕
 
⍞
 
⌹
 
⍆
 
⍤
 
⍇
 
⍈
 
⍊
 
⊤
 
λ
 
⍍
 
⍏
 
£
 
⊥
 
⍶
 
⌶

 
⍐
 
⍑
 
χ
 
≢
 
⍖
 
⍗
 
⍘
 
⍚
 
⍛
 
⌈
 
⍜
 
⍢
 
∪
 
⍨
 
⍕
 
⍎
 
⍬
 
⍪
 
∣
 
│
 
<
/
small
>
 
⍟
 
∆
 
∇
 
→
 
╣
  
-->
  
←
 
⌊
 
==
 
Galeria
 
de
 
imagens
 
==

   
]
 
─

 
↑
 
↓
 
<!--
  
╩
 
╦
  
⍺
 
⍹
 
⊂
 
⊃
 
⍝ ⍲ ⍴ ⍱ ⌽ ⊖ ○ ∨ ⍳ ⍉ ∈ ∩ ⌿ ⍀ ≥ ≤ ≠ × ÷ ⍙ ∘ ⍵ ⍫ ⍋ ⍒ ¯ ¨ ␚

```

### Unicode e fontes
O padrão Unicode contém os símbolos especiais de APL (pontos de código U+2336 a U+237A e U+2395) no bloco Miscellaneous Technical.
Algumas fontes tipográficas que incluem os símbolos requeridos por APL conforme o padrão Unicode são:
- APL385 Unicode[11]
- Dejavu Sans Mono[12]
- FreeMono[13]
- GNU Unifont[13]
- Quivira[14]
- Rursus Compact Mono[15] (N.B. Na versão 1.10, ⊥ U+22a5 e ⊤ U+22a4 estão trocados de lugar!)[nota 2]
- SImPL[11]
- Symbola[16]

### Símbolos APL e Layouts de Teclado

Esquema de teclado com mapeamento de símbolos APL básicos. Notar diversas associações com as letras de cada tecla, por semelhança visual (⍺a; ⍵w; ∊e; ⎕L; ○o; ⍳i) ou por inicial da função ou do símbolo (⊥base; |módulo ou magnitude; ⋆potência; ~til; ⍴rô).

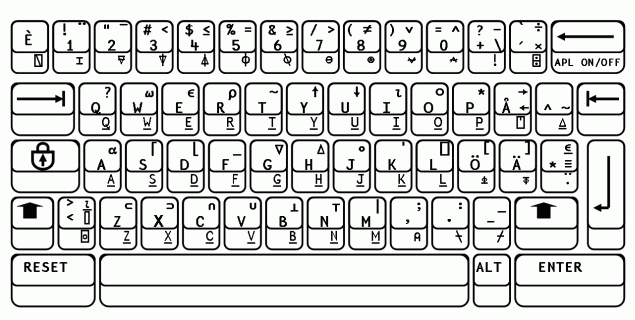
Esquema de teclado com símbolos de APL2. Inclui letras maiúsculas sublinhadas, entre outros símbolos.

Para solucionar o problema da falta de caracteres especiais nos conjuntos padrão (como o ASCII, por exemplo), alguns interpretadores APL têm mapeamentos ou conjuntos de teclas simultâneas para a entrada destes. Uma das associações que se procurou fazer, para facilitar a busca, é relacionar os símbolos com as suas respectivas letras iniciais como no caso do símbolo de interrogação '?' em cima da letra 'Q' (Em inglês question mark) ou o símbolo '∇' em cima da letra 'G' (Em inglês: gradient).
As figuras ao lado ilustram dois exemplos de teclados com os símbolos APL e APL2.

#### Configuração de teclado em X Window System (GNU/Linux e outros sistemas)
Em sistemas GNU/Linux com X Window System, pode-se ativar o layout apl com o programa setxkbmap. No exemplo a seguir, definem-se os layouts Brasil(ABNT2) e APL(Dyalog), de modo que a tecla Caps_Lock passa a ativar o modo APL enquanto estiver pressionada (o comportamento normal dessa tecla passa a Alt+Caps_Lock).
```
setxkbmap -query
setxkbmap -layout br,apl -variant abnt2,dyalog -option grp:caps_switch
setxkbmap -query

```

## Elementos da linguagem
Iverson descrevia a linguagem APL usando termos das linguagens naturais, como, por exemplo:
- substantivos (nouns): constantes, como 3 ou ¯2 (numéricas) e 't' ou '1' (caracteres);
- pronomes (pronouns): identificadores (nomes associados a substantivos);
- verbos (verbs): funções;
- advérbios (adverbs): operadores que modificam a aplicação de funções;
- conjunções (conjunctions): operadores que combinam funções;
- verbo de ligação (copula): é o operador de atribuição ←;
- comparativos (comparatives): operadores como =, ≠ ou ≤.

### Vetorização
O tipo principal de estrutura de dados de APL é o arranjo ou array, com zero, uma ou mais dimensões. Tipicamente, as operações aplicam-se tanto a escalares (sem dimensão) quanto a vetores (uma dimensão), matrizes (duas dimensões) e arranjos multidimensionais (com qualquer número de dimensões suportado pela implementação). Dessa forma, dispensam-se laços explícitos na maioria dos casos. O funcionamento é similar ao do MATLAB, cuja linguagem teve em APL um de seus modelos.
Veja-se o exemplo de sessão interativa abaixo, em que as instruções da pessoa operadora estão recuadas por 6 espaços, e as respostas do programa começam na margem esquerda.
```
      
1
 
2
 
3
 
+
 
4
 
5
 
6
     
⍝ Somas dos elementos correspondentes de dois vetores

5
 
7
 
9

      
3
 
×
 
1
 
2
 
3
         
⍝ Multiplicação de um escalar por um vetor

3
 
6
 
9

      
2
 
×
 
4
 
-
 
1
         
⍝ APL interpreta-se da direita para a esquerda

6

      
2
 
×
 
(
4
 
-
 
1
)

6

      
(
2
 
×
 
4
)
 
-
 
1

7

      
X
 
←
 
1
 
2
 
3
 
1000
    
⍝ X é um vetor com 4 elementos

      
X
                 
⍝ Mostra X

1
 
2
 
3
 
1000

      
Y
 
←
 
⊃
 
(
1
 
2
 
3
 
4
)
 
(
1.1
 
2.2
 
3.3
 
4.4
)

      
Y
                 
⍝ Y é uma matriz 2×4

1
   
2
   
3
   
4

1.1
 
2.2
 
3.3
 
4.4

      
+
/
X
               
⍝ Soma as linhas de X

1006

      
+
⌿
Y
               
⍝ Soma as colunas de Y

2.1
 
4.2
 
6.3
 
8.4

      
Z
 
←
 
⍳
 
10
          
⍝ Z é um vetor de índices com 10 elementos

      
Z
                 
⍝ Mostra Z

1
 
2
 
3
 
4
 
5
 
6
 
7
 
8
 
9
 
10

      
M
 
←
 
X
∘.
×
Z
         
⍝ Multiplica todos os elementos de X e Z

      
M

   
1
    
2
    
3
    
4
    
5
    
6
    
7
    
8
    
9
    
10

   
2
    
4
    
6
    
8
   
10
   
12
   
14
   
16
   
18
    
20

   
3
    
6
    
9
   
12
   
15
   
18
   
21
   
24
   
27
    
30

1000
 
2000
 
3000
 
4000
 
5000
 
6000
 
7000
 
8000
 
9000
 
10000

      
⍴
M
 
⋄
 
⍴⍴
M
          
⍝ Tamanho (⍴) e número de dimensões (⍴⍴) de M

4
 
10

2

```

### Ambivalência dos símbolos
Em APL, cada um dos símbolos pode ter duas funções a ele associadas.
Segundo Kenneth Iverson, o motivo para isso é representar um grande número de funções
através de um pequeno vocabulário de símbolos:

Uma economia significativa de símbolos, em oposição a economia de funções,
é atingida ao se permitir que cada símbolo represente tanto uma
função unária [i.e., uma função de um argumento] quanto uma
função binária, da mesma maneira como o sinal de menos é comumente
usado para ambas subtração e negação.
Podendo as duas funções serem relacionadas entre si,
como no caso do sinal de menos, a memorização dos símbolos fica facilitada.

Por exemplo, o símbolo ⍳ (iota), na forma unária (prefixa), é um gerador de índices.
Ele gera uma sequência de números inteiros em ordem ascendente, conforme o número à sua direita.
Já na forma binária, o operador ⍳ é infixo (sintaxe X⍳E), e sua função é localizar o índice da primeira ocorrência do elemento E em X:
```
      
⍝ iota unário

      
⍳
 
10
               
⍝  expressão

1
 
2
 
3
 
4
 
5
 
6
 
7
 
8
 
9
 
10
     
⍝  resultado

      
⍝ iota binário

      
'anaconda'
 
⍳
 
'n'
    
⍝  primeira ocorrência de 'n' em 'anaconda'?

2
                         
⍝  resultado: segunda letra

      
'paladar'
 
⍳
 
'apl'
   
⍝  primeira ocorrência das letras 'a', 'p' e 'l' em 'paladar'?

2
 
1
 
3
                     
⍝  resultado: 'a':2, 'p':1, 'l':3

```

Outros exemplos:
⍴
```
      
⍝  ⍴ (rô) infixo "formata" o arg. da direita com as dimensões dadas à esquerda.

      
2
 
3
 
⍴
 
1
 
2
 
3
 
'a'
 
'b'
 
'c'
    
⍝  gera matriz com 2 linhas e 3 colunas:

1
 
2
 
3

a
 
b
 
c

      
(
3
 
4
 
⍴
 
1
)
    
⍝  gera matriz com 3 linhas e 4 colunas com o número 1:

1
 
1
 
1
 
1

1
 
1
 
1
 
1

1
 
1
 
1
 
1

      
⍝  ⍴ unário retorna o "formato" (dimensões) do argumento à sua direita:

      
⍴
 
(
3
 
4
 
⍴
 
1
)

3
 
4

```

⌈ e ⌊
```
      
⍝  ⌈ unário é a função teto (arredonda para cima)

      
⌈
 
1.1

2

      
⍝  ⌊ unário é a função piso (arredonda para baixo)

      
⌊
 
1.1

1

      
⍝  na forma binária, ⌈ e ⌊ retornam resp. o máximo e o mínimo dos argumentos:

      
2
 
⌈
 
3

3

      
2
 
⌊
 
3

2

```

### Ordem de avaliação de expressões
Em APL, as expressões são avaliadas da direita para a esquerda, e todas as funções têm a mesma precedência.
Parênteses podem ser necessários para determinar a prioridade de avaliação:
```
      
2
 
×
 
2
 
+
 
2
 
×
 
3
 
+
 
2

24

      
(
2
 
×
 
(
2
 
+
 
(
2
 
×
 
(
3
 
+
 
2
))))

24

      
(
2
 
×
 
2
)
 
+
 
(
2
 
×
 
3
)
 
+
 
2

12

```

### “Advérbios”
O operador ⍨ permuta os operandos de uma função binária:
```
      
4
 
÷
 
2

2

      
4
 
÷
⍨
 
2
    
⍝  equivale a 2÷4

0.5

```

Quando o operando esquerdo é omitido, ⍨ usa o operando direito em seu lugar:
```
      
2
 
×
 
2

4

      
×
⍨
 
2
    
⍝  equivale a 2×2

4

```

/ e ⌿ intercalam a função entre os elementos do arranjo, retornando o resultado final (tal como o operador reduce em LISP):
```
      
+
/
 
1
 
2
 
3
    
⍝  equivale a 1+2+3

6

      
-
/
 
1
 
2
 
3
 
4
  
⍝  equivale a 1-(2-(3-4))

¯2

      
M
 
←
 
2
 
3
 
⍴
 
1
 
2

      
M

1
 
2
 
1

2
 
1
 
2

      
+
 
/
 
M
         
⍝  em matrizes, / opera ao longo das linhas (linha por linha)

4
 
5

      
+
 
⌿
 
M
         
⍝  em matrizes, ⌿ opera ao longo das colunas (coluna por coluna)

3
 
3
 
3

```

\ e ⍀ atuam de maneira similar, mas incluem os resultados parciais:
```
      
+
\
 
1
 
2
 
3

1
 
2
 
6

      
-
\
 
1
 
2
 
3
 
4

1
 
¯1
 
2
 
¯2

      
M
 
←
 
2
 
3
 
⍴
 
1
 
2

      
M

1
 
2
 
1

2
 
1
 
2

      
+
 
\
 
M
         
⍝  em matrizes, \ opera ao longo das linhas

1
 
3
 
4

2
 
3
 
5

      
+
 
⍀
 
M
         
⍝  em matrizes, ⍀ opera ao longo das colunas

1
 
2
 
1

3
 
3
 
3

```

### Estruturas de controle de fluxo

#### Sintaxe
Exceto em alguns dialetos, APL não contém instruções como if, if/else, switch/case, for, repeat. O controle do fluxo de execução é feito através de saltos (branching = ramificação)
e chamadas de funções.
Ramificações (→) são permitidas apenas dentro da definição de funções, através de uma instrução do tipo → NUMLINHA ou → (CONDICAO)/NUMLINHA. O código → 0 (escape) termina a execução da função. Laços raramente são necessários, por a linguagem ser especialmente projetada para o tratamento de arranjos (arrays). Assim, o principal uso de → é para execução condicional.
Outra forma de execução condicional pode ser obtida com o operador ⍎ (execute), que avalia uma cadeia de caracteres como uma instrução em APL:
```
      
X
 
←
 
1

      
⍎
(
X
>
0
)
/
 
'2+5'

7

      
⍎∊
(
1
 
0
=
(
X
>
0
))
 
/
 
'⎕ ← ''X é maior que zero.'''
  
'⎕ ← ''X não é maior que zero.'''

X
 
é
 
maior
 
que
 
zero
.

      
X
 
←
 
0

      
⍎
(
X
>
0
)
/
 
'2+5'
   
⍝  (Nada é executado.)

      
⍎∊
(
1
 
0
=
(
X
>
0
))
 
/
 
'⎕ ← ''X é maior que zero.'''
  
'⎕ ← ''X não é maior que zero.'''

X
 
n
ã
o
 
é
 
maior
 
que
 
zero
.

```

#### Organização do código
Para escrever programas em APL de maneira estruturada, sugere-se evitar ramificações e laços, e, quando não for possível evitá-los, organizar o código em blocos delimitados por rótulos (B#: ... E#:, BE:), imitando-se a sintaxe begin ... end das linguagens de programação estruturada.
Alguns exemplos:
If
```
B1
:
 
→
 
(
CONDICAO
)
/
1
+
E3

  
...

E3
:
 
...

```

While
```
B3
:
 
→
 
(
CONDICAO
)
/
1
+
E3

  
...

E3
:
 
→
B3

```

Ciclo em uma linha (⎕LC é o número da linha atual do código-fonte)
```
BE
:
 
→
 
(
CONDICAO
)
/
1
+
⎕LC
 
⋄
 
...
a
çã
o
...
 
⋄
 
→
⎕LC

```

Switch/Case
```
B2
:
 
→
 
((
CASO
=
TRESCASOS
)
/
B2a
,
B2b
,
B2c
)
 
,
 
1
+
E2

 
B2a
:
 
...

→
1
+
E2

 
B2b
:
 
...

→
1
+
E2

 
B2c
:
 
...

E2
:
 
...

```

#### Uso de ramificações e ciclos
Gary Bergquist faz uma análise aprofundada de ramificações e ciclos em APL no capítulo 2 (Branching and Looping) de APL − Advanced Techniques and Utilities. São abordados critérios como velocidade de execução, requerimento de memória, legibilidade, limitações e compatibilidade.
Bergquist recomenda:
- Evitar ciclos em APL quando possível (p.16);
- Quando ciclos forem necessários, devem ter apenas o mínimo possível de código (p.16);
- Todavia, não perder tempo buscando obsessivamente um algoritmo sem ciclos, a não ser que haja motivos suficientes para tal (p.18−19).

Há também no livro de Bergquist (p.8−9) a sugestão de se criarem as funções como IF ("se") e UNLESS ("a menos que", "a não ser que"), para facilitar a legibilidade do código, permitindo-se assim as construções:
```
→
 
CALC
 
IF
 
X
>
5
        
⍝  Alternativa a →(X>5)/CALC      ⍝   IF     ← {⍵/⍺}

→
 
CALC
 
UNLESS
 
X
≤
5
    
⍝  Alternativa a →(X≤5)↓CALC      ⍝   UNLESS ← {⍵↓⍺}

```

## Expressões idiomáticas
Ao estudar os processos de leitura e escrita de programas em APL, Alan J. Perlis e Spencer Rugaber notaram que certas expressões se repetiam em diversos contextos. Tais expressões são chamadas em inglês de idioms (expressões idiomáticas). Uma vez aprendidas, essas expressões passam a ser reconhecidas como uma unidade, dispensando a necessidade de se analizá-las caracter por caracter. Por isso, os autores defendem que expressões idiomáticas em APL devem ser ensinadas desde o início da experiência com essa linguagem.
Na introdução de APL2 IDIOMS Library, Stan Cason destaca que a utilidade das coleções de expressões idiomáticas não se limita apenas em acelerar o processo de aprendizagem de APL por iniciantes. Essas coleções também servem como fonte de consulta para programadores experientes nessa linguagem, que podem não se recordar de um algoritmo que não tenham utilizado recentemente.
Exemplos:
```
P
 
←
 
?
⍨
 
N
                
⍝ Permutação aleatória com N elementos

((
,
C
=
'¯'
)
/
,
C
)
←
'-'
       
⍝ Substitui '¯' por '-' em arranjo de caracteres

VV
 
←
 
(
C
≠
' '
)
 
⊂
 
C
        
⍝ Particiona cadeia de caracteres em lista de palavras

C
 
←
 
1
↓
 
∊
' '
,
¨
VV
         
⍝ Junta lista de palavras em única cadeia de caracteres

R
 
←
 
G
×○÷
180
             
⍝ Converte graus em radianos

G
 
←
 
R
×
180
÷○
1
            
⍝ Converte radianos em graus

M
 
←
 
∘.
=
 
⍨
 
⍳
N
            
⍝ Matriz identidade N×N

N
 
←
 
+
/
X
∘.
=
M
             
⍝ Número de ocorrências de cada elemento de X em M

B
 
←
 
(
N
⍴
2
)
 
⊤
 
D
           
⍝ Converte de decimal para binário, usando N bits

(
I
 
F
)
 
←
 
0
 
1
 
⊤
 
N
         
⍝ Extrai partes inteira e fracionária do número não-negativo N

(
I
 
F
)
 
←
 
(
×
N
)
×
0
 
1
⊤|
N
     
⍝ Extrai partes inteira e fracionária com sinal

```

## Exemplos de código

### Função Fatorial
Este código é apenas para exemplo, pois APL já contém em si a função fatorial (!).
Versão longa, usando recursão:
```
    
∇
 
Z
 
←
 
FATORIAL
 
N
          
⍝  Define função de nome FATORIAL, que usa o parâmetro N, e que retorna Z.

[
1
]
   
→
 
(
N
 
>
 
0
)
 
/
 
REC
         
⍝  Se N for maior que zero, salta para linha de rótulo REC.

[
2
]
   
→
 
0
,
 
Z
←
1
                
⍝  Senão, atribui 1 a Z e termina a função (que retorna Z).

[
3
]
  
REC
:
  
Z
←
N
×
FATORIAL
(
N
-
1
)
  
⍝  Calcula Z (que é então retornado como resultado).

    
∇

```

Versão curta, usando vetor com N elementos:
```
∇
 
Y
 
←
 
FATORIAL
 
N

  
Y
 
←
 
×
/
 
⍳
N

∇

```

Exemplo usando função direta (GNU APL):
```
 
FATORIAL
 
←
 
{
 
×
/
⍳
⍵
 
}

```

### Soma dos Elementos de um Vetor
O somatório de um vetor é expresso por +/:
```
   
V
 
←
 
7
 
12
 
3

   
+
/
 
V

   
⍝ (retorna 22)

```

Função SV (versão longa, irrealista):
```
    
∇
 
SOMA
 
←
 
SV
 
VETOR

[
1
]
   
SOMA
 
←
 
0

[
2
]
   
I
 
←
 
1

[
3
]
 
VOLTA
:
 
→
 
(
I
 
>
 
⍴
VETOR
)
 
/
 
SAI

[
4
]
   
SOMA
 
←
 
SOMA
 
+
 
VETOR
[
I
]

[
5
]
   
I
 
←
 
I
 
+
 
1

[
6
]
 
→
 
VOLTA

[
7
]
 
SAI
:

    
∇

```

Versão curta:
```
SV
 
←
 
{
+
/
⍵
}
    
⍝ define função ''inline''

SV
 
1
 
2
 
5
 
6
    
⍝ executa-a com o vetor [1, 2, 5, 6] (deve retornar 14)

```

### Soma dos Elementos de um Vetor e Calculo da média sem loop
```
VETOR
 
←
 
⍳
10
    
⍝  inteiros de 1 a 10

SOMA
 
←
 
+
/
VETOR

MEDIA
 
←
 
SOMA
 
÷
 
⍴
VETOR

```

### Média dos elementos de um vetor
Este código computa a média aritmética dos elementos de um vetor, inseridos via teclado em tempo de execução.
O vetor é armazenado na variável x.
A função unária ⍴x retorna o número de elementos de x,
pelo qual é dividida a soma dos elementos (+/x).
Os parênteses são necessários porque APL é interpretada da direita para a esquerda.
```
 
(
+
/
x
)
÷⍴
x
←
⎕

```

As versões seguintes produzem o mesmo resultado, mas não utilizam nenhuma variável explícita.
```
 
÷
/
+
/
⍪⊃
1
 
0
⋆
⍨
⊂
⎕

```

```
 
÷
/
+
⌿
⊃
⎕
⋆
⊂
1
 
0

```

```
 
÷
/
+
⌿
⎕
∘.
⋆
1
 
0

```

### Algoritmo de Trabb Pardo-Knuth
```
LIM
 
←
 
400
 
⍝ Limite

F
 
←
 
{
(
 
(
|
⍵
)
⋆
÷
2
 
)
 
+
 
5
×
⍵
⋆
3
}
 
⍝ Função

⎕
 
←
 
'Insira 11 números separados por espaços'
 
⍝ Solicita entrada

A
 
←
 
11
↑
⎕
 
⍝ Obtém 11 números

A
 
←
 
⌽
A
   
⍝ Reverte sequência

A
 
←
 
F
¨
A
  
⍝ Aplica função

((
A
>
LIM
)
/
A
)
 
←
 
⊂
 
'Muito grande!'
 
⍝ Alerta se resultado for maior que o limite

⎕
 
←
 
⍪
 
A
                         
⍝ Imprime resultado (11 linhas)

```

Esta é uma versão compacta, que usa apenas uma variável (A):
```
⎕
←
'Insira 11 números separados por espaços'

A
←
{
((
|
⍵
)
⋆
÷
2
)
+
5
×
⍵
⋆
3
}
¨
⌽
11
↑
⎕
 
◊
 
((
A
>
400
)
/
A
)
←
⊂
'Muito grande!'
 
◊
 
⎕
←
⍪
A

```

## Implementações
- https://www.gnu.org/software/apl/ GNU APL - software livre. 
GNU APL Online: try-GNU-APL http://juergen-sauermann.de/try-GNU-APL .
- http://www.nars2000.org/ NARS2000 (Nested Arrays Research System) - software livre.
- https://tryapl.org/ TryAPL - Versão online do Dyalog APL para aprendizado da linguagem.
- https://gitlab.com/n9n/apl ngn APL - Implementação de APL em Javascript, que roda em um navegador ou em um shell (como node.js ou Mozilla SpiderMonkey js) - software livre. A implementação NGN APL é apresentada no artigo Compiling APL to JavaScript de Nick Nickolov: http://archive.vector.org.uk/art10501160 (Vector, Vol.26, n.1, 2013). 
APL.js é uma versão estendida de NGN APL: https://github.com/plj541/APL.js (Ver https://plj541.github.io/APL.js/Help/Notes.html)